# Oplopomops diacanthus
Oplopomops diacanthus är en fiskart som först beskrevs av Schultz, 1943.  Oplopomops diacanthus ingår i släktet Oplopomops och familjen smörbultsfiskar. Inga underarter finns listade i Catalogue of Life.